# Trachelas validus
Trachelas validus is een spinnensoort uit de familie van de Trachelidae.
De wetenschappelijke naam van de soort werd in 1884 gepubliceerd door Eugène Simon.